# Herald Sun Tour 2019
Le  Herald Sun Tour 2019 est la 66e édition de cette course cycliste sur route masculine. Il a lieu du 30 janvier au 3 février 2019 dans l'État du Victoria, en Australie. Il fait partie du calendrier UCI Oceania Tour 2019 en catégorie 2.1.

## Présentation

### Équipes
Classé en catégorie 2.1 de l'UCI Oceania Tour, le Herald Sun Tour est par conséquent ouvert aux WorldTeams dans la limite de 50 % des équipes participantes, aux équipes continentales professionnelles, aux équipes continentales et aux équipes nationales.
| UCI WorldTeams     | UCI WorldTeams | UCI WorldTeams |
| Nom de l'équipe    | Pays           | Code           |
| ------------------ | -------------- | -------------- |
| Mitchelton-Scott   | Australie      | MTS            |
| Sky                | Royaume-Uni    | SKY            |
| EF Education First | États-Unis     |                |
| Trek-Segafredo     | États-Unis     | TFS            |

| Équipes continentales                  | Équipes continentales | Équipes continentales |
| Nom de l'équipe                        | Pays                  | Code                  |
| -------------------------------------- | --------------------- | --------------------- |
| Drapac-Cannondale Holistic Development | Australie             | DCC                   |
| Futuro-Maxxis                          | Australie             | FMP                   |
| Oliver's Real Food                     | Australie             | OLI                   |
| Pro Racing Sunshine Coast              | Australie             | ACA                   |
| BridgeLane                             | Australie             | BLN                   |
| EvoPro Racing                          | Irlande               | EVO                   |
| Sapura                                 | Malaisie              | TSP                   |

| Équipe nationale                   | Équipe nationale | Équipe nationale |
| Nom de l'équipe                    | Pays             | Code             |
| ---------------------------------- | ---------------- | ---------------- |
| Korda Mentha Real Estate Australia | Australie        |                  |

## Étapes
| Étape     | Date     | Villes étapes                                         | type                      | Distance (km) | Vainqueur d'étape    | Leader du classement général |
| --------- | -------- | ----------------------------------------------------- | ------------------------- | ------------- | -------------------- | ---------------------------- |
| 1re étape | 30 janv. | circuit de Phillip Island – circuit de Phillip Island | étape de plaine           | 97,9          | Daniel McLay         | Daniel McLay                 |
| 2e étape  | 31 janv. | Wonthaggi – Churchill                                 | étape vallonnée           | 127           | Michael Woods        | Michael Woods                |
| 3e étape  | 1 fév.   | Sale – Warragul                                       | étape vallonnée           | 161,3         | Owain Doull          | Michael Woods                |
| 4e étape  | 2 fév.   | Cape Schanck – Arthurs Seat                           | étape de moyenne montagne | 128,8         | Nick Schultz         | Dylan van Baarle             |
| 5e étape  | 3 fév.   | Melbourne – Melbourne                                 | étape de plaine           | 89,1          | Kristoffer Halvorsen | Dylan van Baarle             |

## Déroulement de la course

### 1reétape
| \| Classement de l'étape \| Classement de l'étape \| Classement de l'étape \| Classement de l'étape \| Classement de l'étape \| \| Coureur \| Coureur \| Pays \| Équipe \| Temps \| \| --------------------- \| --------------------- \| --------------------- \| -------------------------------------- \| --------------------- \| \| 1er \| Daniel McLay \| Royaume-Uni \| EF Education First \| 2 h 16 min 58 s \| \| 2e \| Kristoffer Halvorsen \| Norvège \| Team Sky \| + 0 s \| \| 3e \| Wouter Wippert \| Pays-Bas \| EvoPro Racing \| + 0 s \| \| 4e \| Theodore Yates \| Australie \| Drapac-Cannondale Holistic Development \| + 0 s \| \| 5e \| Robert Stannard \| Australie \| Mitchelton-Scott \| + 0 s \| \| 6e \| Pavel Sivakov \| Russie \| Team Sky \| + 0 s \| \| 7e \| Dion Smith \| Nouvelle-Zélande \| Mitchelton-Scott \| + 0 s \| \| 8e \| Thomas Scully \| Nouvelle-Zélande \| EF Education First \| + 0 s \| \| 9e \| Lucas Hamilton \| Australie \| Mitchelton-Scott \| + 0 s \| \| 10e \| Michael Woods \| Canada \| EF Education First \| + 0 s \| |                      |                  |                                        |                 |
| |                      |                  |                                        |                 |
| Source : ProCyclingStats |                      |                  |                                        |                 |
| Classement de l'étape |                      |                  |                                        |                 |
| Coureur | Coureur              | Pays             | Équipe                                 | Temps           |
| 1er | Daniel McLay         | Royaume-Uni      | EF Education First                     | 2 h 16 min 58 s |
| 2e | Kristoffer Halvorsen | Norvège          | Team Sky                               | + 0 s           |
| 3e | Wouter Wippert       | Pays-Bas         | EvoPro Racing                          | + 0 s           |
| 4e | Theodore Yates       | Australie        | Drapac-Cannondale Holistic Development | + 0 s           |
| 5e | Robert Stannard      | Australie        | Mitchelton-Scott                       | + 0 s           |
| 6e | Pavel Sivakov        | Russie           | Team Sky                               | + 0 s           |
| 7e | Dion Smith           | Nouvelle-Zélande | Mitchelton-Scott                       | + 0 s           |
| 8e | Thomas Scully        | Nouvelle-Zélande | EF Education First                     | + 0 s           |
| 9e | Lucas Hamilton       | Australie        | Mitchelton-Scott                       | + 0 s           |
| 10e | Michael Woods        | Canada           | EF Education First                     | + 0 s           |

| \| Classement général \| Classement général \| Classement général \| Classement général \| Classement général \| \| Coureur \| Coureur \| Pays \| Équipe \| Temps \| \| ------------------ \| -------------------- \| ------------------ \| -------------------------------------- \| ------------------ \| \| 1er \| Daniel McLay \| Royaume-Uni \| EF Education First \| 2 h 16 min 48 s \| \| 2e \| Kristoffer Halvorsen \| Norvège \| Team Sky \| + 4 s \| \| 3e \| Wouter Wippert \| Pays-Bas \| EvoPro Racing \| + 6 s \| \| 4e \| Ayden Toovey \| Australie \| Team BridgeLane \| + 8 s \| \| 5e \| Theodore Yates \| Australie \| Drapac-Cannondale Holistic Development \| + 10 s \| \| 6e \| Robert Stannard \| Australie \| Mitchelton-Scott \| + 10 s \| \| 7e \| Pavel Sivakov \| Russie \| Team Sky \| + 10 s \| \| 8e \| Dion Smith \| Nouvelle-Zélande \| Mitchelton-Scott \| + 10 s \| \| 9e \| Thomas Scully \| Nouvelle-Zélande \| EF Education First \| + 10 s \| \| 10e \| Lucas Hamilton \| Australie \| Mitchelton-Scott \| + 10 s \| |                      |                  |                                        |                 |
| |                      |                  |                                        |                 |
| Source : ProCyclingStats |                      |                  |                                        |                 |
| Classement général |                      |                  |                                        |                 |
| Coureur | Coureur              | Pays             | Équipe                                 | Temps           |
| 1er | Daniel McLay         | Royaume-Uni      | EF Education First                     | 2 h 16 min 48 s |
| 2e | Kristoffer Halvorsen | Norvège          | Team Sky                               | + 4 s           |
| 3e | Wouter Wippert       | Pays-Bas         | EvoPro Racing                          | + 6 s           |
| 4e | Ayden Toovey         | Australie        | Team BridgeLane                        | + 8 s           |
| 5e | Theodore Yates       | Australie        | Drapac-Cannondale Holistic Development | + 10 s          |
| 6e | Robert Stannard      | Australie        | Mitchelton-Scott                       | + 10 s          |
| 7e | Pavel Sivakov        | Russie           | Team Sky                               | + 10 s          |
| 8e | Dion Smith           | Nouvelle-Zélande | Mitchelton-Scott                       | + 10 s          |
| 9e | Thomas Scully        | Nouvelle-Zélande | EF Education First                     | + 10 s          |
| 10e | Lucas Hamilton       | Australie        | Mitchelton-Scott                       | + 10 s          |

### 2eétape
| \| Classement de l'étape \| Classement de l'étape \| Classement de l'étape \| Classement de l'étape \| Classement de l'étape \| \| Coureur \| Coureur \| Pays \| Équipe \| Temps \| \| --------------------- \| --------------------- \| --------------------- \| --------------------- \| --------------------- \| \| 1er \| Michael Woods \| Canada \| EF Education First \| 2 h 55 min 44 s \| \| 2e \| Richie Porte \| Australie \| Trek-Segafredo \| + 0 s \| \| 3e \| Kenny Elissonde \| France \| Team Sky \| + 17 s \| \| 4e \| Dylan van Baarle \| Pays-Bas \| Team Sky \| + 19 s \| \| 5e \| Lucas Hamilton \| Australie \| Mitchelton-Scott \| + 19 s \| \| 6e \| Pavel Sivakov \| Russie \| Team Sky \| + 43 s \| \| 7e \| Chris Harper \| Australie \| Team BridgeLane \| + 43 s \| \| 8e \| Damien Howson \| Australie \| Mitchelton-Scott \| + 43 s \| \| 9e \| Nick Schultz \| Australie \| Mitchelton-Scott \| + 43 s \| \| 10e \| Robert Stannard \| Australie \| Mitchelton-Scott \| + 1 min 54 s \| |                  |           |                    |                 |
| |                  |           |                    |                 |
| Source : ProCyclingStats |                  |           |                    |                 |
| Classement de l'étape |                  |           |                    |                 |
| Coureur | Coureur          | Pays      | Équipe             | Temps           |
| 1er | Michael Woods    | Canada    | EF Education First | 2 h 55 min 44 s |
| 2e | Richie Porte     | Australie | Trek-Segafredo     | + 0 s           |
| 3e | Kenny Elissonde  | France    | Team Sky           | + 17 s          |
| 4e | Dylan van Baarle | Pays-Bas  | Team Sky           | + 19 s          |
| 5e | Lucas Hamilton   | Australie | Mitchelton-Scott   | + 19 s          |
| 6e | Pavel Sivakov    | Russie    | Team Sky           | + 43 s          |
| 7e | Chris Harper     | Australie | Team BridgeLane    | + 43 s          |
| 8e | Damien Howson    | Australie | Mitchelton-Scott   | + 43 s          |
| 9e | Nick Schultz     | Australie | Mitchelton-Scott   | + 43 s          |
| 10e | Robert Stannard  | Australie | Mitchelton-Scott   | + 1 min 54 s    |

| \| Classement général \| Classement général \| Classement général \| Classement général \| Classement général \| \| Coureur \| Coureur \| Pays \| Équipe \| Temps \| \| ------------------ \| ------------------ \| ------------------ \| ------------------ \| ------------------ \| \| 1er \| Michael Woods \| Canada \| EF Education First \| 5 h 12 min 32 s \| \| 2e \| Richie Porte \| Australie \| Trek-Segafredo \| + 4 s \| \| 3e \| Kenny Elissonde \| France \| Team Sky \| + 27 s \| \| 4e \| Lucas Hamilton \| Australie \| Mitchelton-Scott \| + 29 s \| \| 5e \| Dylan van Baarle \| Pays-Bas \| Team Sky \| + 33 s \| \| 6e \| Pavel Sivakov \| Russie \| Team Sky \| + 53 s \| \| 7e \| Chris Harper \| Australie \| Team BridgeLane \| + 57 s \| \| 8e \| Damien Howson \| Australie \| Mitchelton-Scott \| + 57 s \| \| 9e \| Nick Schultz \| Australie \| Mitchelton-Scott \| + 57 s \| \| 10e \| Robert Stannard \| Australie \| Mitchelton-Scott \| + 2 min 04 s \| |                  |           |                    |                 |
| |                  |           |                    |                 |
| Source : ProCyclingStats |                  |           |                    |                 |
| Classement général |                  |           |                    |                 |
| Coureur | Coureur          | Pays      | Équipe             | Temps           |
| 1er | Michael Woods    | Canada    | EF Education First | 5 h 12 min 32 s |
| 2e | Richie Porte     | Australie | Trek-Segafredo     | + 4 s           |
| 3e | Kenny Elissonde  | France    | Team Sky           | + 27 s          |
| 4e | Lucas Hamilton   | Australie | Mitchelton-Scott   | + 29 s          |
| 5e | Dylan van Baarle | Pays-Bas  | Team Sky           | + 33 s          |
| 6e | Pavel Sivakov    | Russie    | Team Sky           | + 53 s          |
| 7e | Chris Harper     | Australie | Team BridgeLane    | + 57 s          |
| 8e | Damien Howson    | Australie | Mitchelton-Scott   | + 57 s          |
| 9e | Nick Schultz     | Australie | Mitchelton-Scott   | + 57 s          |
| 10e | Robert Stannard  | Australie | Mitchelton-Scott   | + 2 min 04 s    |

### 3eétape
| \| Classement de l'étape \| Classement de l'étape \| Classement de l'étape \| Classement de l'étape \| Classement de l'étape \| \| Coureur \| Coureur \| Pays \| Équipe \| Temps \| \| --------------------- \| --------------------- \| --------------------- \| -------------------------------------- \| --------------------- \| \| 1er \| Owain Doull \| Royaume-Uni \| Team Sky \| 3 h 28 min 47 s \| \| 2e \| Luke Rowe \| Royaume-Uni \| Team Sky \| + 0 s \| \| 3e \| Liam White \| Australie \| Drapac-Cannondale Holistic Development \| + 29 s \| \| 4e \| Luke Mudgway \| Nouvelle-Zélande \| EvoPro Racing \| + 36 s \| \| 5e \| Ryan Cavanagh \| Australie \| St George Continental Cycling Team \| + 36 s \| \| 6e \| Conor Murtagh \| Australie \| Oliver's Real Food Racing \| + 36 s \| \| 7e \| Neil van der Ploeg \| Australie \| Team BridgeLane \| + 39 s \| \| 8e \| William Clarke \| Australie \| Trek-Segafredo \| + 39 s \| \| 9e \| Nathan Elliott \| Australie \| Korda Mentha Real Estate Australia \| + 42 s \| |                    |                  |                                        |                 |
| |                    |                  |                                        |                 |
| Source : ProCyclingStats |                    |                  |                                        |                 |
| Classement de l'étape |                    |                  |                                        |                 |
| Coureur | Coureur            | Pays             | Équipe                                 | Temps           |
| 1er | Owain Doull        | Royaume-Uni      | Team Sky                               | 3 h 28 min 47 s |
| 2e | Luke Rowe          | Royaume-Uni      | Team Sky                               | + 0 s           |
| 3e | Liam White         | Australie        | Drapac-Cannondale Holistic Development | + 29 s          |
| 4e | Luke Mudgway       | Nouvelle-Zélande | EvoPro Racing                          | + 36 s          |
| 5e | Ryan Cavanagh      | Australie        | St George Continental Cycling Team     | + 36 s          |
| 6e | Conor Murtagh      | Australie        | Oliver's Real Food Racing              | + 36 s          |
| 7e | Neil van der Ploeg | Australie        | Team BridgeLane                        | + 39 s          |
| 8e | William Clarke     | Australie        | Trek-Segafredo                         | + 39 s          |
| 9e | Nathan Elliott     | Australie        | Korda Mentha Real Estate Australia     | + 42 s          |

| \| Classement général \| Classement général \| Classement général \| Classement général \| Classement général \| \| Coureur \| Coureur \| Pays \| Équipe \| Temps \| \| ------------------ \| ------------------ \| ------------------ \| ------------------ \| ------------------ \| \| 1er \| Michael Woods \| Canada \| EF Education First \| 8 h 42 min 38 s \| \| 2e \| Richie Porte \| Australie \| Trek-Segafredo \| + 4 s \| \| 3e \| Kenny Elissonde \| France \| Team Sky \| + 27 s \| \| 4e \| Lucas Hamilton \| Australie \| Mitchelton-Scott \| + 29 s \| \| 5e \| Dylan van Baarle \| Pays-Bas \| Team Sky \| + 31 s \| \| 6e \| Pavel Sivakov \| Russie \| Team Sky \| + 53 s \| \| 7e \| Chris Harper \| Australie \| Team BridgeLane \| + 54 s \| \| 8e \| Damien Howson \| Australie \| Mitchelton-Scott \| + 57 s \| \| 9e \| Nick Schultz \| Australie \| Mitchelton-Scott \| + 57 s \| \| 10e \| Robert Stannard \| Australie \| Mitchelton-Scott \| + 2 min 04 s \| |                  |           |                    |                 |
| |                  |           |                    |                 |
| Source : ProCyclingStats |                  |           |                    |                 |
| Classement général |                  |           |                    |                 |
| Coureur | Coureur          | Pays      | Équipe             | Temps           |
| 1er | Michael Woods    | Canada    | EF Education First | 8 h 42 min 38 s |
| 2e | Richie Porte     | Australie | Trek-Segafredo     | + 4 s           |
| 3e | Kenny Elissonde  | France    | Team Sky           | + 27 s          |
| 4e | Lucas Hamilton   | Australie | Mitchelton-Scott   | + 29 s          |
| 5e | Dylan van Baarle | Pays-Bas  | Team Sky           | + 31 s          |
| 6e | Pavel Sivakov    | Russie    | Team Sky           | + 53 s          |
| 7e | Chris Harper     | Australie | Team BridgeLane    | + 54 s          |
| 8e | Damien Howson    | Australie | Mitchelton-Scott   | + 57 s          |
| 9e | Nick Schultz     | Australie | Mitchelton-Scott   | + 57 s          |
| 10e | Robert Stannard  | Australie | Mitchelton-Scott   | + 2 min 04 s    |

### 4eétape
| \| Classement de l'étape \| Classement de l'étape \| Classement de l'étape \| Classement de l'étape \| Classement de l'étape \| \| Coureur \| Coureur \| Pays \| Équipe \| Temps \| \| --------------------- \| --------------------- \| --------------------- \| ------------------------- \| --------------------- \| \| 1er \| Nick Schultz \| Australie \| Mitchelton-Scott \| 2 h 45 min 42 s \| \| 2e \| Dylan van Baarle \| Pays-Bas \| Team Sky \| + 0 s \| \| 3e \| Chris Harper \| Australie \| Team BridgeLane \| + 1 min 45 s \| \| 4e \| Alistair Donohoe \| Australie \| Pro Racing Sunshine Coast \| + 2 min 14 s \| \| 5e \| Kenny Elissonde \| France \| Team Sky \| + 2 min 14 s \| \| 6e \| Michael Woods \| Canada \| EF Education First \| + 2 min 14 s \| \| 7e \| Lucas Hamilton \| Australie \| Mitchelton-Scott \| + 2 min 14 s \| \| 8e \| Richie Porte \| Australie \| Trek-Segafredo \| + 2 min 27 s \| \| 9e \| Dylan Sunderland \| Australie \| Team BridgeLane \| + 2 min 39 s \| \| 10e \| Pavel Sivakov \| Russie \| Team Sky \| + 2 min 39 s \| |                  |           |                           |                 |
| |                  |           |                           |                 |
| Source : ProCyclingStats |                  |           |                           |                 |
| Classement de l'étape |                  |           |                           |                 |
| Coureur | Coureur          | Pays      | Équipe                    | Temps           |
| 1er | Nick Schultz     | Australie | Mitchelton-Scott          | 2 h 45 min 42 s |
| 2e | Dylan van Baarle | Pays-Bas  | Team Sky                  | + 0 s           |
| 3e | Chris Harper     | Australie | Team BridgeLane           | + 1 min 45 s    |
| 4e | Alistair Donohoe | Australie | Pro Racing Sunshine Coast | + 2 min 14 s    |
| 5e | Kenny Elissonde  | France    | Team Sky                  | + 2 min 14 s    |
| 6e | Michael Woods    | Canada    | EF Education First        | + 2 min 14 s    |
| 7e | Lucas Hamilton   | Australie | Mitchelton-Scott          | + 2 min 14 s    |
| 8e | Richie Porte     | Australie | Trek-Segafredo            | + 2 min 27 s    |
| 9e | Dylan Sunderland | Australie | Team BridgeLane           | + 2 min 39 s    |
| 10e | Pavel Sivakov    | Russie    | Team Sky                  | + 2 min 39 s    |

| \| Classement général \| Classement général \| Classement général \| Classement général \| Classement général \| \| Coureur \| Coureur \| Pays \| Équipe \| Temps \| \| ------------------ \| ------------------ \| ------------------ \| ------------------ \| ------------------ \| \| 1er \| Dylan van Baarle \| Pays-Bas \| Team Sky \| 11 h 28 min 42 s \| \| 2e \| Nick Schultz \| Australie \| Mitchelton-Scott \| + 24 s \| \| 3e \| Michael Woods \| Canada \| EF Education First \| + 1 min 52 s \| \| 4e \| Richie Porte \| Australie \| Trek-Segafredo \| + 2 min 09 s \| \| 5e \| Chris Harper \| Australie \| Team BridgeLane \| + 2 min 13 s \| \| 6e \| Kenny Elissonde \| France \| Team Sky \| + 2 min 19 s \| \| 7e \| Lucas Hamilton \| Australie \| Mitchelton-Scott \| + 2 min 21 s \| \| 8e \| Pavel Sivakov \| Russie \| Team Sky \| + 3 min 10 s \| \| 9e \| Dylan Sunderland \| Australie \| Team BridgeLane \| + 4 min 25 s \| \| 10e \| Damien Howson \| Australie \| Mitchelton-Scott \| + 4 min 44 s \| |                  |           |                    |                  |
| |                  |           |                    |                  |
| Source : ProCyclingStats |                  |           |                    |                  |
| Classement général |                  |           |                    |                  |
| Coureur | Coureur          | Pays      | Équipe             | Temps            |
| 1er | Dylan van Baarle | Pays-Bas  | Team Sky           | 11 h 28 min 42 s |
| 2e | Nick Schultz     | Australie | Mitchelton-Scott   | + 24 s           |
| 3e | Michael Woods    | Canada    | EF Education First | + 1 min 52 s     |
| 4e | Richie Porte     | Australie | Trek-Segafredo     | + 2 min 09 s     |
| 5e | Chris Harper     | Australie | Team BridgeLane    | + 2 min 13 s     |
| 6e | Kenny Elissonde  | France    | Team Sky           | + 2 min 19 s     |
| 7e | Lucas Hamilton   | Australie | Mitchelton-Scott   | + 2 min 21 s     |
| 8e | Pavel Sivakov    | Russie    | Team Sky           | + 3 min 10 s     |
| 9e | Dylan Sunderland | Australie | Team BridgeLane    | + 4 min 25 s     |
| 10e | Damien Howson    | Australie | Mitchelton-Scott   | + 4 min 44 s     |

### 5eétape
| \| Classement de l'étape \| Classement de l'étape \| Classement de l'étape \| Classement de l'étape \| Classement de l'étape \| \| Coureur \| Coureur \| Pays \| Équipe \| Temps \| \| --------------------- \| --------------------- \| --------------------- \| -------------------------------------- \| --------------------- \| \| 1er \| Kristoffer Halvorsen \| Norvège \| Team Sky \| 1 h 55 min 56 s \| \| 2e \| Dion Smith \| Nouvelle-Zélande \| Mitchelton-Scott \| + 0 s \| \| 3e \| Brenton Jones \| Australie \| Korda Mentha Real Estate Australia \| + 0 s \| \| 4e \| Alex Frame \| Nouvelle-Zélande \| Trek-Segafredo \| + 0 s \| \| 5e \| Thomas Scully \| Nouvelle-Zélande \| EF Education First \| + 0 s \| \| 6e \| Nick Schultz \| Australie \| Mitchelton-Scott \| + 0 s \| \| 7e \| Wouter Wippert \| Pays-Bas \| EvoPro Racing \| + 0 s \| \| 8e \| Michael Woods \| Canada \| EF Education First \| + 0 s \| \| 9e \| Dylan van Baarle \| Pays-Bas \| Team Sky \| + 0 s \| \| 10e \| Theodore Yates \| Australie \| Drapac-Cannondale Holistic Development \| + 0 s \| |                      |                  |                                        |                 |
| |                      |                  |                                        |                 |
| Source : ProCyclingStats |                      |                  |                                        |                 |
| Classement de l'étape |                      |                  |                                        |                 |
| Coureur | Coureur              | Pays             | Équipe                                 | Temps           |
| 1er | Kristoffer Halvorsen | Norvège          | Team Sky                               | 1 h 55 min 56 s |
| 2e | Dion Smith           | Nouvelle-Zélande | Mitchelton-Scott                       | + 0 s           |
| 3e | Brenton Jones        | Australie        | Korda Mentha Real Estate Australia     | + 0 s           |
| 4e | Alex Frame           | Nouvelle-Zélande | Trek-Segafredo                         | + 0 s           |
| 5e | Thomas Scully        | Nouvelle-Zélande | EF Education First                     | + 0 s           |
| 6e | Nick Schultz         | Australie        | Mitchelton-Scott                       | + 0 s           |
| 7e | Wouter Wippert       | Pays-Bas         | EvoPro Racing                          | + 0 s           |
| 8e | Michael Woods        | Canada           | EF Education First                     | + 0 s           |
| 9e | Dylan van Baarle     | Pays-Bas         | Team Sky                               | + 0 s           |
| 10e | Theodore Yates       | Australie        | Drapac-Cannondale Holistic Development | + 0 s           |

## Classements finals

### Classement général
| \| Classement général \| Classement général \| Classement général \| Classement général \| Classement général \| \| Coureur \| Coureur \| Pays \| Équipe \| Temps \| \| ------------------ \| ------------------ \| ------------------ \| ------------------ \| ------------------ \| \| 1er \| Dylan van Baarle \| Pays-Bas \| Team Sky \| 13 h 24 min 38 s \| \| 2e \| Nick Schultz \| Australie \| Mitchelton-Scott \| + 24 s \| \| 3e \| Michael Woods \| Canada \| EF Education First \| + 1 min 52 s \| \| 4e \| Chris Harper \| Australie \| Team BridgeLane \| + 2 min 13 s \| \| 5e \| Richie Porte \| Australie \| Trek-Segafredo \| + 2 min 13 s \| \| 6e \| Lucas Hamilton \| Australie \| Mitchelton-Scott \| + 2 min 25 s \| \| 7e \| Kenny Elissonde \| France \| Team Sky \| + 2 min 30 s \| \| 8e \| Pavel Sivakov \| Russie \| Team Sky \| + 3 min 21 s \| \| 9e \| Dylan Sunderland \| Australie \| Team BridgeLane \| + 4 min 29 s \| \| 10e \| Damien Howson \| Australie \| Mitchelton-Scott \| + 4 min 55 s \| |                  |           |                    |                  |
| |                  |           |                    |                  |
| Source : ProCyclingStats |                  |           |                    |                  |
| Classement général |                  |           |                    |                  |
| Coureur | Coureur          | Pays      | Équipe             | Temps            |
| 1er | Dylan van Baarle | Pays-Bas  | Team Sky           | 13 h 24 min 38 s |
| 2e | Nick Schultz     | Australie | Mitchelton-Scott   | + 24 s           |
| 3e | Michael Woods    | Canada    | EF Education First | + 1 min 52 s     |
| 4e | Chris Harper     | Australie | Team BridgeLane    | + 2 min 13 s     |
| 5e | Richie Porte     | Australie | Trek-Segafredo     | + 2 min 13 s     |
| 6e | Lucas Hamilton   | Australie | Mitchelton-Scott   | + 2 min 25 s     |
| 7e | Kenny Elissonde  | France    | Team Sky           | + 2 min 30 s     |
| 8e | Pavel Sivakov    | Russie    | Team Sky           | + 3 min 21 s     |
| 9e | Dylan Sunderland | Australie | Team BridgeLane    | + 4 min 29 s     |
| 10e | Damien Howson    | Australie | Mitchelton-Scott   | + 4 min 55 s     |

### Classements annexes
| Classement de la montagne | Classement de la montagne | Classement de la montagne | Classement de la montagne | Classement de la montagne |
| Coureur                   | Coureur                   | Pays                      | Équipe                    | Points                    |
| ------------------------- | ------------------------- | ------------------------- | ------------------------- | ------------------------- |
| 1er                       | Christian Knees           | Allemagne                 | Team Sky                  | 48 pts                    |
| 2e                        | Nick Schultz              | Australie                 | Mitchelton-Scott          | 48 pts                    |
| 3e                        | Dylan van Baarle          | Pays-Bas                  | Team Sky                  | 44 pts                    |
| 4e                        | Michael Woods             | Canada                    | EF Education First        | 24 pts                    |
| 5e                        | Richie Porte              | Australie                 | Trek-Segafredo            | 16 pts                    |

| Classement de la montagne | Classement de la montagne | Classement de la montagne | Classement de la montagne | Classement de la montagne |
| Coureur                   | Coureur                   | Pays                      | Équipe                    | Points                    |
| ------------------------- | ------------------------- | ------------------------- | ------------------------- | ------------------------- |
| 1er                       | Christian Knees           | Allemagne                 | Team Sky                  | 48 pts                    |
| 2e                        | Nick Schultz              | Australie                 | Mitchelton-Scott          | 48 pts                    |
| 3e                        | Dylan van Baarle          | Pays-Bas                  | Team Sky                  | 44 pts                    |
| 4e                        | Michael Woods             | Canada                    | EF Education First        | 24 pts                    |
| 5e                        | Richie Porte              | Australie                 | Trek-Segafredo            | 16 pts                    |

| Classement par points | Classement par points | Classement par points | Classement par points                  | Classement par points |
| Coureur               | Coureur               | Pays                  | Équipe                                 | Points                |
| --------------------- | --------------------- | --------------------- | -------------------------------------- | --------------------- |
| 1er                   | Ayden Toovey          | Australie             | Team BridgeLane                        | 24 pts                |
| 2e                    | Dylan van Baarle      | Pays-Bas              | Team Sky                               | 22 pts                |
| 3e                    | Kristoffer Halvorsen  | Norvège               | Team Sky                               | 18 pts                |
| 4e                    | Liam White            | Australie             | Drapac-Cannondale Holistic Development | 14 pts                |
| 5e                    | Nick Schultz          | Australie             | Mitchelton-Scott                       | 12 pts                |

| Classement par points | Classement par points | Classement par points | Classement par points                  | Classement par points |
| Coureur               | Coureur               | Pays                  | Équipe                                 | Points                |
| --------------------- | --------------------- | --------------------- | -------------------------------------- | --------------------- |
| 1er                   | Ayden Toovey          | Australie             | Team BridgeLane                        | 24 pts                |
| 2e                    | Dylan van Baarle      | Pays-Bas              | Team Sky                               | 22 pts                |
| 3e                    | Kristoffer Halvorsen  | Norvège               | Team Sky                               | 18 pts                |
| 4e                    | Liam White            | Australie             | Drapac-Cannondale Holistic Development | 14 pts                |
| 5e                    | Nick Schultz          | Australie             | Mitchelton-Scott                       | 12 pts                |

| Classement du meilleur jeune | Classement du meilleur jeune | Classement du meilleur jeune | Classement du meilleur jeune       | Classement du meilleur jeune |
| Coureur                      | Coureur                      | Pays                         | Équipe                             | Temps                        |
| ---------------------------- | ---------------------------- | ---------------------------- | ---------------------------------- | ---------------------------- |
| 1er                          | Pavel Sivakov                | Russie                       | Team Sky                           | 13 h 27 min 59 s             |
| 2e                           | Samuel Jenner                | Australie                    | Korda Mentha Real Estate Australia | + 1 min 50 s                 |
| 3e                           | Nicholas White               | Australie                    | Team BridgeLane                    | + 2 min 28 s                 |
| 4e                           | Robert Stannard              | Australie                    | Mitchelton-Scott                   | + 14 min 37 s                |
| 5e                           | Sebastian Presley            | Australie                    | Oliver's Real Food Racing          | + 16 min 28 s                |

| Classement du meilleur jeune | Classement du meilleur jeune | Classement du meilleur jeune | Classement du meilleur jeune       | Classement du meilleur jeune |
| Coureur                      | Coureur                      | Pays                         | Équipe                             | Temps                        |
| ---------------------------- | ---------------------------- | ---------------------------- | ---------------------------------- | ---------------------------- |
| 1er                          | Pavel Sivakov                | Russie                       | Team Sky                           | 13 h 27 min 59 s             |
| 2e                           | Samuel Jenner                | Australie                    | Korda Mentha Real Estate Australia | + 1 min 50 s                 |
| 3e                           | Nicholas White               | Australie                    | Team BridgeLane                    | + 2 min 28 s                 |
| 4e                           | Robert Stannard              | Australie                    | Mitchelton-Scott                   | + 14 min 37 s                |
| 5e                           | Sebastian Presley            | Australie                    | Oliver's Real Food Racing          | + 16 min 28 s                |

| Classement par équipes | Classement par équipes | Classement par équipes | Classement par équipes |
| Équipe                 | Équipe                 | Pays                   | Temps                  |
| ---------------------- | ---------------------- | ---------------------- | ---------------------- |
| 1re                    | Sky                    | Royaume-Uni            | 40 h 16 min 52 s       |
| 2e                     | Mitchelton-Scott       | Australie              | + 4 min 38 s           |
| 3e                     | Team BridgeLane        | Australie              | + 9 min 00 s           |
| 4e                     | Trek-Segafredo         | États-Unis             | + 15 min 09 s          |
| 5e                     | Sapura                 | Malaisie               | + 32 min 51 s          |

| Classement par équipes | Classement par équipes | Classement par équipes | Classement par équipes |
| Équipe                 | Équipe                 | Pays                   | Temps                  |
| ---------------------- | ---------------------- | ---------------------- | ---------------------- |
| 1re                    | Sky                    | Royaume-Uni            | 40 h 16 min 52 s       |
| 2e                     | Mitchelton-Scott       | Australie              | + 4 min 38 s           |
| 3e                     | Team BridgeLane        | Australie              | + 9 min 00 s           |
| 4e                     | Trek-Segafredo         | États-Unis             | + 15 min 09 s          |
| 5e                     | Sapura                 | Malaisie               | + 32 min 51 s          |

## Évolution des classements
| Étape            | Vainqueur            | Classement général | Classement par points | Classement de la montagne | Classement du meilleur jeune | Classement par équipes |
| ---------------- | -------------------- | ------------------ | --------------------- | ------------------------- | ---------------------------- | ---------------------- |
| 1                | Daniel McLay         | Daniel McLay       | Ayden Toovey          | non-attribué              | Robert Stannard              | EF Education First     |
| 2                | Michael Woods        | Michael Woods      | Ayden Toovey          | Michael Woods             | Pavel Sivakov                | Sky                    |
| 3                | Owain Doull          | Michael Woods      | Ayden Toovey          | Michael Woods             | Pavel Sivakov                | Sky                    |
| 4                | Nick Schultz         | Dylan Van Baarle   | Ayden Toovey          | Christian Knees           | Pavel Sivakov                | Sky                    |
| 5                | Kristoffer Halvorsen | Dylan Van Baarle   | Ayden Toovey          | Christian Knees           | Pavel Sivakov                | Sky                    |
| Classement final | Classement final     | Dylan Van Baarle   | Ayden Toovey          | Christian Knees           | Pavel Sivakov                | Sky                    |